# Give It Away
"Give It Away" é uma canção da banda americana de rock Red Hot Chili Peppers contida no quinto álbum de estúdio do grupo, Blood Sugar Sex Magik. Foi lançada como o primeiro single do álbum em 4 de setembro de 1991, pela Warner Bros Records. A canção foi escrita pelo guitarrista John Frusciante e o baixista Flea durante uma jam session meses antes das sessões de gravação do álbum. O refrão da canção (give it away, "doe isso"), foi escrito pelo vocalista Anthony Kiedis e expressa um pensamento do vocalista e de sua ex-namorada Nina Hagen sobre o valor do altruísmo.
Embora várias estações de rádio tenham originalmente se recusado a veicular a canção por acharem que ela não tinha melodia, "Give It Away" acabou conquistando fama internacional. Ele chegou ao número um nas Billboard Modern Rock Tracks no final de 1991, permanecendo lá por 2 semanas seguidas e dando, à banda, seu único single "número um". Em 1992, a canção entrou no top 75 do Billboard Hot 100 na esteira do enorme sucesso do segundo single do álbum, "Under the Bridge". "Give It Away" também se tornou a primeira canção da banda a alcançar o top 10 no Reino Unido, chegando a ser o número nove no UK Singles Chart.
O lançamento da canção foi acompanhado pelo lançamento do videoclipe correspondente, dirigido pelo cineasta francês Stéphane Sednaoui. O videoclipe começou a ser exibido maciçamente em canais de televisão como a MTV, contribuindo para o aumento da popularidade da banda. Desde o seu lançamento, "Give It Away" recebeu inúmeros prêmios, incluindo um Grammy para a Melhor Performance Hard Rock com Vocais em 1992. Steve Huey, da Allmusic, observou que, embora o single "não tenha atingido o enorme sucesso de seu sucessor "Under the Bridge" [...] se tornou uma canções mais instantaneamente reconhecíveis da banda". A canção foi tocada ao vivo pela banda mais de setecentas vezes, mais do que qualquer outra canção da banda.
No Brasil, a canção foi incluída na trilha sonora internacional da novela "Perigosas Peruas", no ano de 1992, exibida pela TV Globo, de autoria de Carlos Lombardi, como tema do núcleo dos policiais.

## Origens e gravações
O guitarrista John Frusciante e o baixista Flea escreveram muito de "Give It Away" durante jam sessions no início dos anos 1990. Após a turnê do Red Hot Chili Peppers de Mother's Milk (1989), a dupla passou um tempo em um projeto paralelo chamado H.A.T.E. com os membros do Fishbone. Durante a sua permanência no grupo, o guitarrista e o baixista criaram o riff principal e a linha de baixo de "Give It Away". O ritmo resultante foi tocado em várias performances do H.A.T.E. Quando o H.A.T.E. se desfez, Frusciante e Flea acharam que o riff e a linha de baixo seriam apropriados para o álbum seguinte do Red Hot Chili Peppers. O vocalista Anthony Kiedis concordou e, ao ouvir o resto do Chili Peppers tocar a canção , começou a cantar: give it away, give it away, give it away now ("doe isso, doe isso, doe isso agora"). A frase tinha sido algo que o vocalista pretendia incorporar em uma canção do novo disco da banda, mas foi só quando ele ouviu a linha de baixo de Flea que ele sentiu que a letra havia se encaixado com a canção. Kiedis disse: "Eu estava tão impressionado com linha de baixo de Flea, que cobria todo o comprimento do braço do instrumento, que eu pulei direto para o microfone, com o meu caderno a tiracolo. Eu sempre tinha fragmentos de músicas e ideias ou até mesmo frases isoladas na minha mente".
A canção foi gravada entre abril e junho de 1991 na The Mansion, em Los Angeles, na Califórnia. Durante a gravação de "Give It Away", o grupo criou uma técnica de composição que viria a ser adotada em todos os seus álbuns seguintes. A técnica, chamada de "enfrentamento", baseava-se em, toda vez em que o grupo encontrava uma dificuldade na composição, os integrantes se separarem e comporem alternativas musicais, que seriam expostas posteriormente ao grupo, o qual decidiria, então, qual era a melhor alternativa. No caso de Give It Away, um coro e verso já haviam sido escritos, mas faltava uma ponte, que foi, então, composta com o auxílio do "enfrentamento".

## Letra e significado
O significado da letra de "Give It Away" gira em torno do altruísmo. O título se baseia no refrão "give it away", que foi tirado de uma experiência que Kiedis teve com sua ex-namorada - a cantora de punk rock Nina Hagen - no início dos anos 1980. Hagen era vários anos mais velha que Kiedis e tornou-se um exemplo para Kiedis durante seu vício em heroína: "ela percebeu o quanto eu era jovem e inexperiente na época, e sempre procurava me dar conselhos, não de uma forma moralista, mas apenas aproveitando as oportunidades que surgiam". Quando Kiedis estava vasculhando o armário de Nina, se deparou com uma jaqueta de que ele gostou e comentou, com Hagen, que a jaqueta era "muito legal". Ao expressar isso, Hagen, imediatamente, disse que ele podia ficar com a jaqueta. A explicação de Nina para este comportamento altruísta foi a de que "se você tem um armário cheio de roupas e tenta mantê-las todas, sua vida vai ficar muito pequena. Mas, se você tem um armário cheio e alguém vê algo de que gosta, se você lhe der essa roupa, o mundo torna-se um lugar melhor".
O episódio tornou-se algo marcante para Kiedis, porque ele nunca tinha vivenciado uma ideologia esclarecedora sobre a vida. Tendo crescido em Los Angeles, ele sempre pensava de modo diferente de Hagen. Em vez de doar bens materiais e pensar livremente, o vocalista acreditava que cada um devia lutar para conseguir o que almejava, já que ninguém iria lhe dar isso de graça. Em vez disso, ele agora adoptara a filosofia de Hagen:
| “ | Foi uma epifania pensar que alguém iria querer me dar a sua coisa favorita. Isso ficou comigo para sempre. Toda vez que eu penso 'eu tenho que manter,' eu lembro 'Não, você tem que doar'. Quando comecei a ir regularmente a reuniões [de drogas e álcool], um dos princípios que aprendi foi o de que o caminho para manter a própria sobriedade é dá-la para outro alcoólatra. Toda vez que você esvazia o seu corpo dessa energia, energia fresca e nova inunda o seu corpo novamente. | ” |

A linha de baixo de Flea permitiu, a Kiedis, recordar este incidente e Kiedis achou que a canção se encaixou perfeitamente com a letra. No decorrer da canção, no entanto, Kiedis se afasta da ideia de altruísmo e canta sobre uma variedade de tópicos, incluindo o amigo de longa data River Phoenix, o músico Bob Marley e vários temas sexuais, incluindo fertilidade e luxúria.

## Música e composição
O compasso da música é 4/4. A canção começa com um tom bem "seco" de guitarra, que se mantém durante o restante da música. O produtor Rick Rubin teve uma considerável influência no som de Blood Sugar Sex Magik ao eliminar muito da reverberação e das camadas de guitarra que haviam marcado o álbum anterior da banda, Mother's Milk. Isso tornou, os acordes de guitarra e baixo do disco, mais simples, secos e sem efeitos. Os poucos acordes que foram alterados procuraram imitar o som dos acordes dos anos 1960 e 1970. Para a canção e as demais canções do álbum, Rubin procurou imitar a sonoridade dos discos dos anos 1960 que não eram tão obcecados com o retorno comercial. "O que você ouve, é real: há poucos truques. Muitas pessoas querem um som espetacular, com paredões de guitarra e baterias maciças. Mas eu não acho que essas coisas importam". A canção segue uma estrutura tradicional verso-coro-verso: quando Kiedis começa a cantar, Frusciante começa um riff com um acento funk que se repete por todo o verso enquanto Flea toca uma complexa linha de baixo que utiliza virtualmente toda a escala.
Durante o coro, Kiedis canta give it away, give it away, give it away now sobre um riff de guitarra ainda mais rápido antes que Frusciante forneça, de acordo com Steve Huey da Allmusic, um "súbito contraste com a hiperatividade de Kiedis na forma de um lânguido solo pré-gravado e inserido de trás para frente sobre a base rítmica". O solo foi gravado em uma única tomada porque Frusciante desenvolveu um gosto por execução rápida e sentimento cru: de acordo com Flea, "Nós fizemos poucas alterações. A filosofia de John era a de que ele somente poderia tocar um solo duas vezes. Ele tocaria uma vez e, se ele não gostasse ou um de nós não gostássemos, ele tocaria de novo - porém um solo totalmente diferente. E assim foi." A canção também usa outros instrumentos como o berimbau de boca, que foi tocado pelo amigo da banda Pete Weiss. A canção continua por vários versos e coros até chegar a uma ponte que introduz a conclusão, que consiste num riff hard rock que, de acordo com Huey, se assemelha muito ao riff principal de Sweet Leaf, do Black Sabbath, do seu álbum de 1971 Master of Reality. Kiedis repete o refrão várias vezes, até a guitarra, o baixo e a bateria pararem de tocar.

## Lançamento e Recepção
A canção foi lançada como o single inicial do álbum no começo de setembro de 1991, um pouco antes de o álbum começar a ser vendido. A intenção inicial da Warner Bros. era lançar o single numa rádio de roque do Texas, mas esta se recusou a veicular a canção e disse para eles voltarem "quando a canção tivesse uma melodia". A banda, então, embarcou numa pequena turnê de lançamento do álbum para a imprensa na Europa. Foi quando uma estação de rádio de roque contemporâneo de Los Angeles, a KROQ-FM, começou a tocar, maciçamente, o single. De acordo com Kiedis, "foi quando a canção começou a penetrar na consciência das pessoas". 
A crítica especializada recebeu bem tanto a canção quanto o resto do álbum. Jeff Vice, do jornal de Salt Lake City Deseret News, notou que o "dinâmico primeiro single, com sua homenagem a Bob Marley, poderia iniciar um novo gênero musical com seu brilhante Rasta-funk". Patrick MacDonald do The Seattle Times comentou que o álbum "inclui uma das melhores canções que o Peppers já fez - Give It Away, o primeiro single. O gancho é irresistível e a mensagem, sobre 'excesso material', é transmitida de maneira simples e direta." Steve Huey da Allmusic achou que a canção foi reforçada pelos versos de Kiedis, que eram "uma livre associação de vibrações positivas, tributos a heróis da música e amor livre, cujo sentido literal era difícil de entender devido à pronúncia anasalada e com staccato de Kiedis. Mas esse estilo diferenciado de vocal ajuda a tornar os trechos mais compreensíveis ainda mais cativantes e memoráveis, aumentando o apelo da canção." E continua: "a guitarra de John Frusciante não deve, também, ser menosprezada: seu funk barulhento e com scratching adiciona profundidade e textura à poderosa seção rítmica de Flea e Chad Smith". Jay Clarke do Richmond Times-Dispatch achou que a canção era uma jornada ao mundo funky de Kiedis e Flea. A canção revigora mais do que o heavy metal mais pesado ou o rap mais hardcore". Tom Moon da Rolling Stone observou que "a nocauteadora Give It Away estabeleceu um modelo para o roque pontuado por batida incansável de hip hop que deveria ser imitado por todos".
Desde o seu lançamento, a canção se tornou um importante fator para o sucesso da banda e ganhou muitos elogios. Em 1993, ganhou o prêmio Grammy de Melhor Performance de Hard Rock. Em 1994, foi incluída na lista do Rock and Roll Hall of Fame das 500 canções que moldaram o roque. Em 2002, a revista Kerrang! colocou a canção na posição 67 dos 100 maiores singles da história. Em 2004, a revista Q incluiu-a na lista das "1001 canções que você precisa possuir". Em 2009, o canal de televisão a cabo VH1 concedeu-lhe a posição 50 na lista das 100 maiores canções de hard rock.

## Videoclipe
O videoclipe da canção foi feito pelo fotógrafo de moda e diretor de cinema francês Stéphane Sednaoui. Kiedis queria que o vídeo tivesse um aspecto visual diferente e facilmente reconhecível, mas não gostou do material que a Warner Bros. lhe mandou para escolher: "comecei a ver rolos e rolos de diretores, mas nada me parecia bom. Tudo me parecia muito igual, homogêneo, chato, ruim." Quando viu o trabalho de Sednaoui, no entanto, notou que "não era parecido com nada. Era mais lento e poético, e filmado em preto e branco. Me pareceu arte autêntica, não alguma coisa filmada para a MTV." Ele e Flea se encontraram com Sednaoui para falar sobre o vídeo, para o qual Sednaoui propôs "uma paisagem bem desolada e gráfica", focando nos membros da banda, com pouca ou nenhuma influência externa. Foi decidido que o vídeo seria filmado em preto e branco, enquanto Sednaoui, baseado em fotos anteriores suas, teve a ideia de pintar os membros da banda com tinta acrílica prateada. Sednaoui se lembra de que ficou "maravilhado com o que [a banda] me deu porque eles foram muito além do que eu esperava e eu acho que essa foi uma das minhas melhores experiências neste tópico". O clima geral do vídeo foi desenhado para ser a personificação da canção, que era animada e otimista.
Sednaoui experimentou várias técnicas de cinematografia incluindo objetiva grande-angular, tomadas tiradas abaixo dos membros da banda, superposição de imagens, diferentes ângulos para uma mesma tomada, efeitos de filme reverso, situações de múltipla iluminação e roupa brilhante para transmitir seu conceito. Frusciante achou que o clima do vídeo foi vibrante e exagerado: "Nos pintamos de prateado, calçamos grandes botas prateadas e por aí vai, era como se aquilo fosse glam rock ou alguma coisa do gênero." O vídeo começa com uma tomada de grande-angular num cenário de deserto com Flea  vestindo calças cheias de chifres dourados. O baixista está de pé numa atitude meditativa enquanto eleva suas mãos. Nisso, a canção começa. Há, então, uma combinação de tomadas mostrando os integrantes do grupo de olhos fechados; o grupo dançando numa penumbra; uma tomada feita a partir do chão mostrando Frusciante vestido com uma calça revestida de pequenos cacos de espelho, tocando uma Fender Stratocaster prateada e brilhante entre suas pernas; os membros da banda se movimentando maquiados; e os membros da banda dançando freneticamente. Kiedis optou deliberadamente por um vestuário excêntrico com batom dourado, cabelos trançados, calção de malha e botas prateadas brilhantes.
Durante o solo de guitarra ao contrário, Frusciante foi filmado sacudindo uma larga fita prateada de alumínio; Kiedis, inicialmente, estava apreensivo quanto ao desejo de Sednoui de o guitarrista assim proceder, acreditando que ele diria ao diretor: 
| “ | 'Foda-se e esfregue essa fita dançante na sua bunda francesa, cara', mas ele aceitou e fez amor com o ar com aquela fita dançante. Ele poderia ter dançado por horas com aquela coisa. | ” |

A filmagem foi editada ao contrário para combinar com o solo. Embora algumas cenas do vídeo tenham sido planejadas previamente com um storyboard, muito foi improvisado e criado durante a filmagem, que durou dois dias. Em uma cena em particular, Kiedis move sua língua de maneira extravagante para acentuar a dramaticidade dos versos, o que Sednaoui acreditou ter contribuído em muito para a exuberância do vídeo. O vídeo começa durante o período diurno, e termina no crepúsculo, com as silhuetas dos membros da banda correndo em direção ao sol que se põe. 
O vídeo - que custou estimados 140 000 dólares estadunidenses para ser produzido - foi completado enquanto Kiedis e Frusciante estavam em uma turnê promocional de Blood Sugar Sex Magik pela Europa. Quando o vocalista viu o vídeo pela primeira vez, ficou "mais histericamente em êxtase com aquele filme do que com qualquer coisa já feita [pela banda]". Os executivos da Warner Bros., no entanto, temeram que o conteúdo fosse "muito estranho" ou "muito artístico" para o grande público e defenderam uma versão mais conservadora para o vídeo. Mas o vídeo acabou sendo lançado sem as mudanças sugeridas pela gravadora. Desde então, o vídeo foi creditado como um grande responsável pelo sucesso da banda e pelo seu aumento de popularidade internacional. O jornalista Jeff Apter notou que a "fermentação funky de olhares patetas, um gancho invasivo sutil, a linha de baixo com dedos de fuso de Flea, e os calções colados à pelve de Kiedis tornaram o vídeo de vista obrigatória na MTV nos últimos meses de 1991". Steve Huey da Allmusic comentou, em sua crítica da canção, que a "MTV pulou para cima daquele vídeo visualmente especial". Em 1992, foi indicado para três prêmios MTV Video Music Awards: "melhor vídeo alternativo", "vídeo inovador" e "melhor direção de arte", ganhando os dois últimos.

## Instrumentos
- Anthony Kiedis - vocal
- Flea - baixo e grito
- John Frusciante - guitarra solo e guitarra rítmica
- Chad Smith - bateria e percussão
- Pete Weiss - berimbau de boca

## Formatos e faixas

### 7" single (1991)
1. "Give It Away" (Álbum) - 4:43
2. "Give It Away" (12" Mix) - 6:02

### 12" single (1991)
1. "Give It Away" (12" Mix) - 6:02
2. "Give It Away" (Rasta Mix) - 6:47
3. "Give It Away" (Single Mix) - 4:46
4. "Search and Destroy" - 3:34
5. "Give It Away" (Álbum) - 4:43

### CD single (1991)
1. "Give It Away" (Single Mix) - 4:46
2. "Give It Away" (12" Mix) - 6:02
3. "Search and Destroy" - 3:34
4. "Give It Away" (Rasta Mix) - 6:47
5. "Give It Away" (Álbum) - 4:43

### CD single 2 (1991)
1. "Give It Away" (Single Mix) - 4:46
2. "Give It Away" (12" Mix) - 6:02
3. "Give It Away" (Rasta Mix) - 6:47
4. "Give It Away" (Álbum) - 4:43
5. "Search and Destroy" - 3:34
6. "Soul to Squeeze" - 4:50

### CD single 3 (1991)
1. "Give It Away" (Álbum) - 4:43
2. "Search and Destroy" - 3:34
3. "Soul to Squeeze" - 4:50

### CD single 4 (1991)
1. "Give It Away" (Single Mix) - 4:46
2. "Give It Away" (12" Mix) - 6:02
3. "Give It Away" (Rasta Mix) - 6:47
4. "Soul to Squeeze" - 4:50

### Cassete single (1991)
1. "Give It Away" (Álbum) - 4:43
2. "Search and Destroy" - 3:34

## Posições nos gráficos
| Gráfico             | Melhor posição |
| ------------------- | -------------- |
| Billboard Hot 100   | 73             |
| Alternative Songs   | 1              |
| UK Singles Chart    | 9              |
| Irish Singles Chart | 19             |
| ARIA Charts         | 41             |
| SNEP                | 49             |